# Club San Rafael de México
El Club San Rafael de México fue un equipo que participó en la Liga Mexicana de Béisbol con sede en la Ciudad de México, México.

## Historia
El San Rafael participó durante una temporada en la Liga Mexicana de Béisbol, debutó para la campaña de 1935 donde terminó en último lugar con 5 ganados y 11 perdidos a 8 juegos del primer lugar. El siguiente año el equipo desapareció siendo esta la única ocasión en que apareció este equipo.